# Lam Sơn, Nhật Chiếu
Lam Sơn (tiếng Trung: 岚山区; bính âm: Lánshān Qū) là một khu (quận) của địa cấp thị Nhật Chiếu, tỉnh Sơn Đông, Trung Quốc.

### Nhai đạo
- Lam Sơn Đầu (岚山头街道)
- An Đông Vệ (安东卫街道)

### Trấn
| - Bi Khoác (碑廓镇) - Hổ Sơn (虎山镇) - Cự Phong (巨峰镇) | - Cao Hưng (高兴镇) - Hậu Thôn (后村镇) - Hoàng Đôn (黄墩镇) |

### Hương
- Tiền Tam Đảo (前三岛乡)